# Zambezi (Distrikt)
Zambezi ist einer von elf Distrikten in der Nordwestprovinz in Sambia. Er hat eine Fläche von 14.172 km² und es leben 108.220 Menschen in ihm (2022). Sitz der Verwaltung ist Zambezi.

## Geografie
Der Distrikt befindet etwa 520 Kilometer westlich von Lusaka. Er liegt auf einer mittleren Höhe von etwa 1100 m. Einen Teil der Nordgrenze bilden der Fluss Lungwebungu und der Sambesi, der den Distrikt durchfließt. Die Südgrenze wird ebenfalls zum Teil vom Sambesi und vom Lungwebungu Nebenfluss Lutembwe, so wie dem Fluss Kabompo gebildet. Die Ostgrenze wird zum Teil von seinem Nebenfluss Mumbeji und dessen Nebenfluss Kalwilo gebildet. Ein kleines Stück im Nordosten wird vom Fluss Makondu begrenzt.
Der Distrikt grenzt im Osten an den Distrikt Kabompo, im Süden an Lukulu und Mitete in der Westprovinz, und im Norden an den Distrikt Chavuma. Darüber hinaus grenzt er im Westen und Norden an die Provinz Moxico in Angola.

## Politik
In diesem Distrikt leben zwei Ethnien, die Lunda und die Luvale. Die Luvale sind die deutlich größere Ethnie, deren Siedlungsgebiet bis weit nach Angola reicht. Der Bürgerkrieg in Angola führte wohl auch deshalb zu wiederholten Attacken der UNITA in diesem Gebiet und 1998 zu über 100 Toten in Zambezi. UNITA vermutete hier illegale Diamantensucher aus den Feldern von Lunda Norte, aus denen UNITA jährlich einige hundert Millionen US-Dollar Gewinn zog. Dies Problem hat sich seit 2004 nach Chavuma verlagert.

## Wirtschaft
Der Distrikt ist landwirtschaftlich geprägt, Viehzucht dominiert. Getreide wird in Subsistenz angebaut. 43 Kilometer nördlich von Zambezi liegen drei Millionen Tonnen Kalkstein und eine Million Tonnen Marmor guter Qualität.
Am 23. Oktober 2006 meldete BBC, in Sambia seien erstmals Erdöl- und -gasvorkommen entdeckt worden. Für genaue Untersuchungen der Gebiete in den Bezirken Chavuma und Zambezi wolle Präsident Mwanawasa ausländischen Ölkonzerne gewinnen. Inzwischen haben sich diese Informationen erhärtet.